# یچیرو هوسوتانی
یچیرو هوسوتانی (به انگلیسی: Ichiro Hosotani) بازیکن فوتبال اهل ژاپن و عضو تیم ملی فوتبال ژاپن است که در تاریخ ۱۳ ژوئیه ۱۹۷۸ میلادی اولین بازی ملی‌اش را انجام داد. او در ۴ بازی ملی حضور داشت و آخرین بازی ملی خود را در تاریخ ۲۶ ژوئیه ۱۹۷۸ میلادی انجام داد. یچیرو هوسوتانی در بازی‌های ملی‌اش
۱ گل به ثمر رساند.